# Le Requin harponne Scotland Yard
Pour plus de détails, voir Fiche technique et Distribution.
Le Requin harponne Scotland Yard (titre original allemand Das Gasthaus an der Themse), est un film allemand réalisé par Alfred Vohrer, sorti en 1962.

## Synopsis
Un homme est retrouvé assassiné sur la Tamise, l'arme du crime est un fusil-harpon, signature du mystérieux « requin » que Scotland Yard traque sans succès.

## Fiche technique
- Titre français : Le Requin harponne Scotland Yard
- Titre original : Das Gasthaus an der Themse
- Titre anglais : The Inn on the River[1]
- Réalisation : Alfred Vohrer
- Scénario : Harald G. Petersson, d'après le roman d'Edgar Wallace
- Pays de production :  Allemagne de l'Ouest
- Langue d'origine : allemand
- Format :  Noir et blanc - 1,37:1 - 35 mm - Son mono
- Genre : Policier
- Durée : 92 minutes
- Date de sortie : 
  - Allemagne de l'Ouest - 28 septembre 1962

## Distribution
- Joachim Fuchsberger  (V.F : Hubert Noel) : Inspecteur Wade
- Brigitte Grothum (V.F : Martine Sarcey) : Leila Smith
- Elisabeth Flickenschildt  (V.F : Mona Dol) : Nelly Oaks
- Klaus Kinski : Gregor Gubanow
- Eddi Arent  (V.F : Albert Augier) : Barnaby
- Richard Münch  (V.F : Raymond Loyer) : Dr. Collins
- Jan Hendriks (V.F : Serge Sauvion) : Roger Lane
- Heinz Engelmann  (V.F : Lucien Bryonne) : Mr. Broen
- Siegfried Schürenberg  (V.F : Émile Duard) : Sir John
- Hela Gruel : Anna Smith
- Hans Paetsch  (V.F : Fernand Fabre) : L'avocat
- Rudolf Fenner  (V.F : Claude Bertrand) : Le grand Willy
- Manfred Greve : Le sergent Frank
- Gertrud Prey : La nurse